# Mecaphesa velata
Mecaphesa velata là một loài nhện trong họ Thomisidae.
Loài này thuộc chi Mecaphesa. Mecaphesa velata được Eugène Simon miêu tả năm 1900.